# 이은조
이은조(1992년 2월 20일 ~ )는 대한민국의 성우로, 2019년 대원방송 성우극회 공채 10기로 입사했다.

## 출연작

### 애니메이션
- 나의 히어로 아카데미아 4기 -  에리, 시무라 하나, 토가 히미코의 엄마
- 마법사 프리큐어! - 혜나, 도로시, 아들 페가수스, 기주나 등
- 반요 야샤히메- 어린 히스이, 교쿠토, 야와라기, 시오리, 히구라시 모에, 메이후쿠
- 블랙 클로버 - 로로페치카, 시오나 캐바리 외 각종 단역
- 보틀맨 - 오렌지
- 유희왕 SEVENS - 진로민
- 원피스 - 블랙 마리아, 라미, 어린 로시난테, 루시앙
- 재채기 대마왕 2020 - 한별이
- 조이드 와일드 제로 - 진 엘레시느 리네, 레니
- 날아라 호빵맨 - 모카, 채소절임, 초코, 밥알이, 마가렛 공주
- 부호형사 Balance:UNLIMITED - 모토야마
- 꼭두각시 서커스 - 어린 바이 인, 그리폰, 베스, 우에다 오리에, 어린 쇼지
- 닥터 스톤 2기 - 닛키
- 마루코는 아홉살 - 사키, 료
- 반요 야샤히메 2기 - 리온
- 오소마츠 6쌍둥이 - 연어
- 원피스 무사의 나라 편 - 블랙 마리아, 아기시절의 히요리
- 작은 아씨들 - 엘리자베스 마치
- 작은 아씨들 - 조의 아이들 - 내트, 로브, 에이시아
- 나의 히어로 아카데미아 5기 - 에리, 시무라 하나, 토가 히미코의 엄마
- 트로피컬 루즈! 프리큐어 - 미끄덩, 하지 않을랭, 몽땅 하지 않을랭, 절대 하지 않을랭, 슈퍼 절대 하지 않을랭, 하푸름, 강정미, 노유미, 서바다, 김한결 등
- 쾌걸 조로리 ~불성실하면서도 성실한~ - 이시시
- 디지몬 어드벤처: (대원방송) - 리키, 스파다몬, 버거몬, 보코몬
- 닌타마 란타로 24기 (KBS 키즈) - 키산타
- 차징 탑스피너 (MBC TV) - 재이
- 슈팅스타 캐치! 티니핑 (JEI 재능TV) - 깡총핑
- 모아나 2 - 로토

### 게임
- 쿠키런:킹덤 - 밤톨맛 쿠키, 지휘자맛 쿠키

### 특촬물
- 가면라이더 지오 - 어린 강비류, 양진아 외 각종 단역
- 가면라이더 제로원 - 셰스타, 망 외 각종 단역
- 파워레인저 다이노소울 - 미야 외 각종 단역
- 파워레인저 루팡포스 VS 패트롤포스 - 한주아(패트롤 3호)
- 파워레인저 젠카이저 - 단역

### OST
- 마루코는 아홉살 오프닝(Feat. 박준원)
- 작은 아씨들 오프닝